# 雲山線
雲山線（ウンサンせん）は、朝鮮民主主義人民共和国平安北道香山郡にある北薪峴駅から雲山郡にある三山駅までを結んでいた鉄道路線である。現在は廃止されている。

## 概要
2002年発行の路線図には記載があったが、2019年に明らかとなった路線図には記載がなかった。2007年時点では、洪水により清川江橋梁が流失したために休止となっていた。

## 路線データ
- 路線距離：北薪峴～三山間?km
- 駅数：7（両端駅を含む）
- 軌間：762mm
- 電化区間：なし
- 複線区間：なし

## 駅一覧
- 駅所在地は全線平安北道内。

| 駅名       | 駅名       | 駅名            | 駅間キロ (km) | 累計キロ (km) | 接続路線             | 所在地 |
| 日本語     | 朝鮮語     | 英語            | 駅間キロ (km) | 累計キロ (km) | 接続路線             | 所在地 |
| ---------- | ---------- | --------------- | ------------- | ------------- | -------------------- | ------ |
| 北薪峴駅   | 북신현역   | Puksinhyŏn      | 0.0           | 0.0           | 北朝鮮鉄道省：満浦線 | 香山郡 |
| 蘆峴駅     | 로현역     | Rohyŏn          |               |               |                      | 香山郡 |
| 上西駅     | 상서역     | Sangsŏ          |               |               |                      | 香山郡 |
| 雲台山駅   | 운대산역   | Undaesan        |               |               |                      | 香山郡 |
| 平北雲山駅 | 평북운산역 | P'yŏngbuk Unsan |               |               |                      | 雲山郡 |
| 防禦駅     | 방어역     | Pang'ŏ          |               |               |                      | 雲山郡 |
| 三山駅     | 삼산역     | Samsan          |               |               |                      | 雲山郡 |

## 参考資料
- 国分隼人（2007年）. 『将軍様の鉄道 北朝鮮鉄道事情』, 新潮社. ISBN 9784103037316